# Juan Carlos Burbano
Juan Carlos Burbano de Lara (15 de febrero de 1969) es un exfutbolista ecuatoriano. Es coordinador de las divisiones inferiores de Liga Deportiva Universitaria de Quito y docente en la Universidad de las Américas de Quito, actualmente dirige a la Selección Sub-15 de Ecuador.

## Trayectoria
En su carrera como futbolista profesional jugó en algunos equipos del torneo local, especialmente equipos de la ciudad de Quito. Siempre se desempeñó como volante central o mediocampista de avanzada. Destacó mayormente en Deportivo Quito y en El Nacional, con este último logró un título nacional en 1996 y tres subcampeonatos nacionales (1999, 2000 y 2001). Su último partido fue contra  Liga de Quito en el año 2003; partido que terminó empatado 1-1, con gol de Ebelio Ordóñez al último minuto del partido. 
Más tarde logró su título de Entrenador profesional de Fútbol en Argentina y alcanzó su primera experiencia siendo asistente técnico del entrenador argentino Jorge Célico, El Nacional. El 28 de febrero de 2009, tras una sufrida derrota en Quito de El Nacional frente a su homónimo de Nacional Paraguay, el Entrenado  Jorge Célico fue despedido por la dirigencia, haciendo tomar a Burbano la posición de Director Técnico interino del club que lo vio tener sus mayores logros. 

## Clubes
| Club                 | País    | Año       |
| -------------------- | ------- | --------- |
| Universidad Católica | Ecuador | 1988-1991 |
| Deportivo Quito      | Ecuador | 1992-1993 |
| El Nacional          | Ecuador | 1994-2004 |

## Palmarés

### Participaciones Internacionales
Con la Selección de fútbol de Ecuador jugó por eliminatorias casi constantemente desde 1996, año en le que hizo su debut en el combinado mayor. Burbano también fue parte del equipo que jugó la Copa Mundial de Fútbol de 2002 en Corea/Japón.

### Campeonatos nacionales
| Título                 | Club        | País    | Año  |
| ---------------------- | ----------- | ------- | ---- |
| Campeonato Ecuatoriano | El Nacional | Ecuador | 1996 |

- Datos: Q2562903